# Lucy van Pelt
Lucy van Pelt je fiktivni lik u stripu Peanuts Charlesa M. Schulza.
U stripu se prvi put pojavila 3. ožujka 1952.
Ima dva brata Linusa i Renuna. Njezina kosa je crna i najčešće nosi plavu haljinu. Ponekad je svadljiva i nepristojna, naročito prema bratu Linusu. Voli igrati bejzbol.